# Боберка (река)
Боберка (укр. Боберка) — река во Львовском и Стрыйском районах Львовской области, Украина. Приток реки Луг (бассейн Днестра).
Длина реки 32 км. Берёт начало между сёлами Гринев и Шпильчина, севернее города Бобрка. Течёт на юг через город Бобрка, сёла Ланы, Ходорковцы, Кологоры, Девятники. Севернее города Ходоров (в районе Отыневичского пруда) впадает в реку Луг.
Основные притоки: Белая, Кривуля, Гупаловка, Безодня (левые).